# Compás plano

Compás plano con sus tres elementos de ajuste: A) Centro del compás B) Goniómetro giratorio C) Radio del compás

El compás plano es un instrumento geométrico que modifica la forma de realizar los trazos de geometría. Es un aparato que integra los instrumentos geométricos habituales: el transportador, el compás, las escuadras y la regla. Esto permite evitar la necesidad de cambiar algún instrumento en el momento de trazar figuras geométricas sobre una pizarra o la mesa de trabajo.
Al poco de su lanzamiento, el gobierno de Chiapas instituyó su uso en todas las escuelas locales, previa capacitación sobre su uso.

## Historia
El primer compás plano, fue patentado en 1978 por el Economista y Censor Jurado de cuentas bilbaíno Don José María Fernández Aldape. Su interés fue facilitar el dibujo de figuras geométricas, de una forma muy sencilla que incluso un niño sin conocimientos pudiera realizar, a la vez que facilitaba el diseño para profesionales.
El profesor chiapaneco Carlos Ricardo Hernández Ortiz fue quién inventó en el año 2007 el compás plano que se utiliza actualmente en México. El interés por crear este aparato nació ante la falta de herramientas para impartir clases en la Sierra Lacandona de México.

## Características
Este aparato tiene un campo de trabajo muy amplio, ya que reemplaza el uso de varios instrumentos geométricos. Al ser de uso plano realiza su rotación a ras de una superficie con solo fijar un punto sobre el plano y girar. 
Las ventajas que presenta este aparato son de uso elemental tanto para el uso escolar como en otros campos; el compás tradicional no permite trazos en una sola operación de líneas, círculos y curvas; con el compás plano se puede prescindir de las escuadras y del transportador.
Además de la facilidad de uso, el compás orienta el trabajo de la geometría hacia un concepto más práctico y las medidas de ángulos, trazos y círculos. Las líneas y curvas están orientados con respecto de los puntos cardinales del planeta y del nivel de agua su ubicación es más sencilla y funcional. El compás plano no solo traza curvas, líneas o ángulos, sino que además permite el trazo de cualquier polígono a partir de la longitud deseada de uno de sus lados.

### Descripción
Este aparato se compone de un sistema de 2 transportadores unidos a una regla  que forman una sola pieza. El transportador principal tiene una abertura de 60° que llega al borde superior de la regla. Este transportador tiene una graduación que inicia en la abertura de 60° a 360° de derecha a izquierda. 
La abertura de 60° permite que corran los trazos sobre la regla desde el centro del transportador partiendo de cero, esta pieza sirve como base del aparato. 
Sobre la regla y partiendo del centro del transportador corre un riel que sirve para desplazar y fijar un dispositivo para instrumento de escritura, sirve para asegurar el lápiz, el gis o el marcador en el trazo de circunferencias. Este dispositivo corre a lo largo de toda la longitud de la regla desde el centro del transportador y su lugar de reposo será al final de la misma.
En el centro del transportador tiene un eje de metal con cabeza plana y punta de goma, al presionarlo contra la superficie sirve como centro de rotación del compás para el trazo de cualquier círculo o curva. Sobre el transportador principal va montado otro transportador este menor a 300º. 
Este segundo transportador es más angosto y tiene una rotación de izquierda a derecha y sirve para cerrar con este movimiento la abertura de 60° del transportador principal.

## Libros
Para la comprensión y capacitación del uso del Compás Plano, la Secretaría de Educación del Gobierno de Chiapas, ha editado materiales de apoyo:
- La Geometría y El Compás Plano para Secundaria (2011)
- El Manual de uso del Compás Plano (2009) Para docentes de Educación Secundaria

## Resumen
El compás plano es un invento que resulta de la necesidad de realizar los trabajos de geometría de una manera más práctica y funcional. Su uso es horizontal con respecto de la superficie y está compuesto por un transportador principal con una regla adyacente formando una sola pieza con una abertura de 60° a partir del borde superior de la regla. Lleva incrustado un nivel de agua y una brújula. Sobre el transportador principal va montado un transportador secundario que tiene una rotación de matraca de 60° de izquierda a derecha. Sobre la regla corre un riel que permite desplazar un dispositivo para instrumento de escritura. El compás plano no solo traza curvas, líneas o ángulos, sino que además permite el trazo de cualquier polígono a partir de la longitud deseada de uno de sus lados.